# Tlatlauquitepec
Ciudad de Tlatlauquitepec oder nur Tlatlauquitepec ist eine Kleinstadt mit ca. 10.000 Einwohnern im Nordosten des mexikanischen Bundesstaats Puebla; die Stadt ist Verwaltungssitz (cabecera) des gleichnamigen Munipios. Seit dem Jahr 2012 ist sie als Pueblo Mágico anerkannt.

## Lage und Klima
Die Stadt Tlatlauquitepec liegt ca. 135 km nordöstlich der Städte Puebla und Tlaxcala in einem von Bergen umschlossenen Talbecken auf etwa 1930 m Höhe. Das Klima wird in hohem Maße vom Golf von Mexiko beeinflusst und ist entsprechend schwül; Regen (ca. 1300 mm/Jahr) fällt ganz überwiegend im Sommerhalbjahr.

## Bevölkerung
| Jahr      | 2000  | 2005  | 2010  |
| Einwohner | 8.935 | 8.664 | 9.047 |

In der zweiten Hälfte des 20. Jahrhunderts sind zahlreiche Dörfler aus den umgebenden Regionen zugewandert. Umgangssprachen sind in der Hauptsache Nahuatl und Spanisch.

## Wirtschaft
Die waldreiche Region um Tlatlauquitepec ist in hohem Maße landwirtschaftlich geprägt; angebaut werden hauptsächlich Mais und Bohnen. Auch die Viehzucht spielt eine nicht unbedeutende Rolle.

## Geschichte
Vor der Konquista durch die Spanier war das Gebiet von Angehörigen verschiedener Indianer-Stämme besiedelt, die um das Jahr 1470 von den Azteken unterworfen und tributpflichtig gemacht wurden. Im Jahr 1524 übernahmen die Spanier die Herrschaft in der Region. Ab den 1520er und 1530er Jahren widmeten sich Mönche des Franziskanerordens der religiösen Erziehung der indianischen Bevölkerung; zu diesem Zweck wurden zahlreiche Konvente gegründet.

## Sehenswürdigkeiten
- Die zumeist von eingeschossigen Häusern gesäumten Straßen im Zentrum sind zumeist rechtwinklig angelegt; an der zentralen Plaza Mayor stehen Kirche und Rathaus.
- Die zweitürmige und dreischiffige Klosterkirche der Iglesia de Nuestra Señora de la Asunción befindet sich an einem mauerumfassten Platz am Ortsrand; sie stammt aus der Mitte des 16. Jahrhunderts, doch wurden die Glockengeschosse der beiden annähernd 40 m hohen Türme erst in den 30er Jahren des 19. Jahrhunderts hinzugefügt. Das Mittelschiff der Kirche ist von einer Artesonado-Decke überspannt.

Umgebung
- Ca. 5 km südwestlich steht das Santuario del Señor de Huaxtla. Mit dem Bau einer Kirche wurde im Jahr 1701 begonnen, doch wurde an ihr noch im gesamten 19. Jahrhundert weitergearbeitet.